# محمد زياد الشويكي
محمد زياد الشويكي (1358 هـ ـ 1444 هـ/1939م ـ 2022م) أكاديمي وطبيب ورئيس سابق لجامعة دمشق ووزير سابق للتعليم العالي في سورية.

## ولادته وتحصيله
وَلد محمد زياد الشويكي، في دمشق عام 1358 هجريًا الموافق 1939 ميلاديًا. طبيب متخصص في طب الأطفال. حاصل على البورد في طب الأطفال من الولايات المتحدة الأمريكية.

## عمله ووظائفه
يُعتبر من مؤسسي طب أمراض الدم والأورام عند الأطفال في سوريا، حيث كان له دور كبير في نشأة وتطور هذا التخصص الحيوي في البلاد. أسس شعبة أمراض الدم والأورام في مستشفى الأطفال بعيد افتتاحه وتولى رئاستها، وكانت الشعبة الأولى من نوعها على المستوى العربي في توفير الرعاية المتخصصة للأطفال المرضى في سوريا والمنطقة. يُذكر له أنه شخّص أول حالة ليشمانيا حشوية في سوريا في أواخر السبعينات في مشفى الجامعة (المعروف أيضاً باسم المشفى الوطني أو مستشفى الغربا)، ودل هذا الإنجاز على مهارته التشخيصية العالية ومساهمته في فهم الأمراض المستوطنة في سوريا. لعب دوراً هاماً في تدريب وتأهيل الكوادر الطبية المتخصصة في هذا المجال، مما ضمن استمرار وتطور هذا التخصص في سوريا.
عين رئيسًا لجامعة دمشق في الفترة ما بين 1981 و1996، ثم شغل منصب وزير التعليم العالي في عامي 1984 و1985.

## وفاته
توفي محمد زياد الشويكي في دمشق يوم الجمعة الواقع في 7 محرم 1444 هـ الموافق 5 آب 2022 م ودفن في مقبرة باب الصغير (ابن عساكر) في المدينة.